# Comandante (2023)
Comandante is een Italiaanse oorlogsfilm uit 2023, geregisseerd en mede geschreven door Edoardo De Angelis en gebaseerd op een waargebeurd verhaal.

## Verhaal
De roekeloze luitenant-kapitein van de Regia Marina, Salvatore Todaro voert tijdens de Tweede Wereldoorlog het bevel over de onderzeeër Comandante Cappellini. Op 16 oktober 1940 brengt hij in de Atlantische Oceaan een Belgisch koopvaardijschip, de Kabalo, tot zinken nadat deze het vuur op hen had geopend. Todaro besluit, tegen het advies van zijn superieuren in, om de zesentwintig Belgische schipbreukelingen te redden die op drift zijn op een vlot honderden mijlen van de kust, zelfs als hij daarvoor drie dagen aan de oppervlakte moet navigeren, waardoor hij zichtbaar is voor de vijandelijke troepen en zijn eigen leven en dat van zijn bemanning in gevaar brengt.

## Rolverdeling
| Acteur                   | Personage         |
| ------------------------ | ----------------- |
| Pierfrancesco Favino     | Salvatore Todaro  |
| Johannes Wirix-Speetjens | Jacques Reclercq  |
| Johan Heldenbergh        | Georges Vogels    |
| Massimiliano Rossi       |                   |
| Silvia D'Amico           |                   |
| Luca Chikovani           | Leonardo Barletta |
| Mario Russo              | Idrofonista       |

## Productie

### Ontwikkeling
Regisseur De Angelis raakte geïnteresseerd in het verhaal naar aanleiding van de toespraak die admiraal Giovanni Pettorino in 2018 hield ter gelegenheid van het 153-jarig bestaan van de kustwacht, waarin hij het voorbeeld van Todaro aanhaalde in verwijzing naar het beleid van de toenmalige regering tegen de Europese vluchtelingencrisis.
Het budget voor de film bedroeg 14,5 miljoen euro. De film kreeg ook de volledige steun van de marine, die de productie toegang gaf tot de archieven en tot het logboek van Cappellini voor meer authenticiteit.

### Replica van de Cappellini
Productieontwerper Carmine Guarino ondervond moeilijkheden bij het ontwerpen van een replica op ware grootte van de onderzeeër vanwege het ontbreken van interieurtekeningen en foto's van Italiaanse onderzeeërs uit die tijd. Nadat hij er een 3D-model van had gemaakt, werkte Guarino samen met de werktuigbouwkundig ingenieur Nicola Ferrari, die een systeem ontwierp om de onderzeeër te laten drijven in het Ferrari-marinedok van de haven van Taranto en hem vervolgens op zee te laten navigeren.
De interieurs werden gereconstrueerd in Cinecittà World, met een U-bootreplica gebouwd voor de film U-571 (2000) als bronmateriaal. De romp werd in acht maanden rechtstreeks in Taranto gebouwd. In totaal woog de Cappellini-replica meer dan 70 ton, was 73 meter lang. Meer dan honderd ingenieurs, bouwers en ambachtslieden werkten eraan, met de steun van het historisch bureau van de marine en Fincantieri.

### Filmopnames
Het filmen begon op 17 september 2022 in Taranto, in het militaire arsenaal van de marine, en duurde daar acht weken. Vervolgens werd er in België vier dagen onder water gefilmd.

### Release
Comandante ging op 30 augustus 2023 in première als openingsfilm in de officiële competitie van het Filmfestival van Venetië.

## Prijzen en nominaties
De belangrijkste:
| Jaar | Prijs                    | Categorie    | Genomineerde(n)    | Uitslag     |
| ---- | ------------------------ | ------------ | ------------------ | ----------- |
| 2023 | Filmfestival van Venetië | Gouden Leeuw | Edoardo De Angelis | Genomineerd |